# Silvia Zarzu
Silvia Andreea Zarzu (Onești, 16 de diciembre de 1998) es una deportista rumana que compitió en gimnasia artística. Ganó una medalla de oro en el Campeonato Europeo de Gimnasia Artística de 2014, en la prueba por equipos.

## Palmarés internacional
| Campeonato Europeo | Campeonato Europeo | Campeonato Europeo | Campeonato Europeo   |
| Año                | Lugar              | Medalla            | Prueba               |
| ------------------ | ------------------ | ------------------ | -------------------- |
| 2014               | Sofía (Bulgaria)   | Medalla de oro     | Concurso por equipos |